# Escala a Hawaii
Escala a Hawaii (títol original en anglès: Mister Roberts) és una pel·lícula estatunidenca dirigida per John Ford, Mervyn LeRoy i Joshua Logan, estrenada el 1955. Ha estat doblada al català.

## Argument
A la primavera del 1945, enmig del Pacífic, un vaixell mercant avituallador "el vaixell petit" és comandat per un comandant ambiciós i autoritari. En una atmosfera tropical, els homes treballen sota les bromes del seu Paixà. El segon del vaixell, el tinent Roberts, comparteix la vida de la tripulació i desitja donar-los un permís ben merescut, per tal de retornar la cohesió entre els mariners. No podrà satisfer la tripulació més que contra un tracte amb el comandant, obligant-los a no demanar mai més el canvi a un altre vaixell i a executar els seus ordres sense fallar. El permís és concedit, la tripulació es refà, però troba un tinent canviat a la tornada, convertit com el Comandant en autoritari i ambiciós. Que ha passat per fer canviar el tinent? La tripulació descobreix el tracte entre els dos homes i comprèn doncs el tinent. Faran tot per agrair-li discretament. El tinent serà traslladat al començament de l'estiu del 1945 a un vaixell al cor de les últimes batalles del Pacífic. Era el seu desig des de feia més de 2 anys.

## Repartiment
- Henry Fonda: Tinent (j.g.) Douglas A. 'Doug' Roberts
- James Cagney: Capità Morton
- William Powell: Tinent 'Doc'
- Jack Lemmon: Ens. Frank Thurlowe Pulver
- Betsy Palmer: Tinent Ann Girard
- Ward Bond: Cap Petty Dowdy
- Philip Carey: Mannion (Phil Carey)
- Nick Adams: Reber
- Perry Lopez: Rodrigues
- Ken Curtis: Dolan
- Robert Roark: Insigna
- Harry Carey Jr.: Stefanowski
- Duke Kahanamoku: Un cap indígena
- James Flavin (no surt als crèdits): Un policia militar
- Francis Connor: Cochran
- William Hudson: Olson
- Shug Fisher: Johnson
- Stubby Kruger: Schlemmer
- Danny Borzage: Jonesy
- Harry Tenbrook: Cookie
- Jim Murphy: Taylor
- Kathleen O'Malley: infermera
- Maura Murphy: infermera
- Mimi Doyle: infermera
- Jeanne Murray: infermera
- Lonnie Pierce: infermera
- Martin Milner: Shore Patrol Officer
- Gregory Walcott: Shore Patrolman
- Jack Pennick: Marine Sergeant

## Guardons[calcitació]

### Premis
- 1956: Oscar al millor actor secundari per Jack Lemmon

### Nominacions
- 1956: Oscar a la millor pel·lícula
- 1956: Oscar a la millor edició de so per William A. Mueller (Warner Bros.)
- 1956: BAFTA al millor actor per Jack Lemmon